# Tubu
La llengua tubu (toubou) és la llengua dels pobles tubus; també s'anomena teda. Es parla al nord del Txad, a regions veïnes de Nigèria i Níger, i al Fezzan a Líbia. Està dividida en dos dialectes: el del sud i el del nord. Pertany al grup de llengües africanes encara poc estudiades. El nom tubu en realitat designaria només als parlants del dialecte del nord (també teda, tuda i toda) mentre el nom daza s'aplicaria als del sud. Els goran (paraula àrab, afrancesada con gouran, origen del nom tribal gorans o gourans) no és un dialecte sinó el nom d'una tribu que parla daza. El nombre de parlants el 1930 s'estimava en 200.000 persones. A l'inici del segle XXI s'estimaven en 350.000.